# フランカヴィッラの戦い
フランカヴィッラの戦い（フランカヴィッラのたたかい、イタリア語: Battaglia di Francavilla）は、四国同盟戦争中の1719年6月20日、シチリア王国のフランカヴィッラ近くで戦われた、オーストリア軍とスペイン軍の間の戦闘。

## 背景
1718年8月のパッサロ岬の海戦でスペイン艦隊が壊滅した後、レーデ侯爵率いる侵攻軍3万はシチリア島で孤立した。しかし、1718年時点ではオーストリア軍の大半はバルカン半島にあり、この状況は1718年7月21日にパッサロヴィッツ条約で墺土戦争が終結するまで続いた。
オーストリア軍はまずナポリから出撃してスペイン軍を攻撃しようとしたが、1718年10月15日のミラッツォの戦いで敗北し、ミラッツォ近くで小さな橋頭堡を維持することしかできなかった。
1719年6月までに、オーストリアはメルシー伯爵率いる経験豊富な軍勢2万4千をバルカンからイタリア南部まで移動させ、そこでイギリス艦隊の助力を借りてメッシーナ海峡を渡った。
スペイン軍はミラッツォをあきらめ、フランカヴィッラ・ディ・シチーリア近くのより有利な位置に撤退した。スペイン軍はそこで川と山上の修道院に守られた。

## 戦闘
6月20日の朝、オーストリア軍は3個縦隊に分けて、要塞化されたスペイン軍の陣地を攻撃した。1つ目の縦隊は要塞化されたフランカヴィッラの村を攻撃したが、毎回押し返された。2つ目の縦隊は修道院のある山麓での塹壕を占領したが、スペイン軍の2列目に止められた。メルシー伯はこのときに負傷した。3つ目の縦隊はスペイン軍左翼を攻撃、サン・フアン山から追い出したが、スペインの激しい砲火でやはり押し返され、攻撃を率いたホルシュタイン将軍など多くの損害を出した。
ビリャダリアス侯爵（Villadarias）率いるスペイン砲兵隊はこの戦闘で重要な役割を果たし、オーストリア軍に多くの損害を強いて、混乱に追い込んだ。
戦闘は夜まで続いた。スペイン騎兵の反撃によりオーストリアの勝利の望みが潰えると、オーストリア軍が撤退した。オーストリア軍は死傷者3,100人を、スペイン軍は死傷者2,000人を出した。

## その後
レーデ侯爵がオーストリア軍を追撃しなかったため、オーストリア軍は回復の時間を得た。その後、オーストリア軍はメッシーナを包囲、9度目の攻撃で落城させた。戦争は1720年2月17日にハーグ条約が締結されるまで続いた。条約により、スペイン軍はシチリア島から撤退、イギリス海軍によりスペインへ送還された。シチリア島はオーストリア領となった。